# Jordi López
Jordi López Felpeto (ur. 28 lutego 1981 w Granollers) – hiszpański piłkarz grający na pozycji pomocnika.

## Kariera klubowa
Wychowanek FC Barcelona. Rozpoczął karierę piłkarską w drugiej drużynie Barcelony, a potem Realu Madryt. Latem 2004 przeszedł do Sevilla FC, w której występował przez dwa lata. W 2006 przeniósł się do RCD Mallorca, z której został wypożyczony do Racingu Santander. Na początku 2009 wyjechał do Anglii, gdzie podpisał kontrakt z Queens Park Rangers F.C. 20 lipca 2009 podpisał 2-letni kontrakt z Swansea City A.F.C. 14 stycznia 2011 zasilił skład holenderskiego SBV Vitesse. Latem 2011 przeniósł się do greckiego OFI 1925. 5 lipca 2012 podpisał roczny kontrakt z Howerłą Użhorod. Po zakończeniu sezonu 2012/13 opuścił zakarpacki klub. W sierpniu 2013 został piłkarzem UE Llagostera.

### Statystyki klubowe
| Sezon   | Klub                 | Kraj      | Liga               | Mecze | Bramki | Puchary krajowe                       | Mecze | Bramki | Puchary kontynentalne | Mecze | Bramki |
| ------- | -------------------- | --------- | ------------------ | ----- | ------ | ------------------------------------- | ----- | ------ | --------------------- | ----- | ------ |
| 2001/02 | FC Barcelona B       | Hiszpania | Segunda División B | 4     | 1      | -                                     | -     | -      | -                     | -     | -      |
| 2002/03 | Real Madryt Castilla | Hiszpania | Segunda División B | 35    | 3      | -                                     | -     | -      | -                     | -     | -      |
| 2003/04 | Real Madryt Castilla | Hiszpania | Segunda División B | 32    | 2      | -                                     | -     | -      | -                     | -     | -      |
| 2003/04 | Real Madryt          | Hiszpania | Primera División   | 4     | 1      | -                                     | -     | -      | Liga Mistrzów UEFA    | 1     | 0      |
| 2004/05 | Sevilla FC           | Hiszpania | Primera División   | 18    | 1      | -                                     | -     | -      | Puchar UEFA           | 5     | 0      |
| 2005/06 | Sevilla FC           | Hiszpania | Primera División   | 19    | 1      | -                                     | -     | -      | Puchar UEFA           | 11    | 1      |
| 2006/07 | RCD Mallorca         | Hiszpania | Primera División   | 24    | 0      | Puchar Króla                          | 2     | 0      | -                     | -     | -      |
| 2007/08 | Racing Santander     | Hiszpania | Primera División   | 24    | 0      | -                                     | -     | -      | -                     | -     | -      |
| 2008/09 | RCD Mallorca         | Hiszpania | Primera División   | 0     | 0      | -                                     | -     | -      | -                     | -     | -      |
| 2008/09 | Queens Park Rangers  | Anglia    | Championship       | 10    | 1      | -                                     | -     | -      | -                     | -     | -      |
| 2009/10 | Swansea City         | Anglia    | Championship       | 12    | 0      | Puchar Ligi Angielskiej Puchar Anglii | 2 1   | 0 0    | -                     | -     | -      |
| 2010/11 | Swansea City         | Anglia    | Championship       | 3     | 0      | Puchar Ligi Angielskiej               | 2     | 0      | -                     | -     | -      |
| 2010/11 | SBV Vitesse          | Holandia  | Eredivisie         | 15    | 2      | -                                     | -     | -      | -                     | -     | -      |
| 2011/12 | OFI 1925             | Grecja    | Superleague Ellada | 24    | 1      | -                                     | -     | -      | -                     | -     | -      |
| 2012/13 | Howerła Użhorod      | Ukraina   | Premier-liha       | 17    | 2      | -                                     | -     | -      | -                     | -     | -      |
| 2013/14 | UE Llagostera        | Hiszpania | Segunda División B | 34    | 4      | -                                     | -     | -      | -                     | -     | -      |
| 2014/15 | UE Llagostera        | Hiszpania | Segunda División   | 32    | 1      | -                                     | -     | -      | -                     | -     | -      |
| 2015/16 | UE Llagostera        | Hiszpania | Segunda División   | 5     | 2      | Puchar Króla                          | 2     | 1      | -                     | -     | -      |

Stan na: 5 czerwca 2016 r.

## Sukcesy i odznaczenia

### Sukcesy klubowe
- zdobywca Pucharu UEFA: 2006